# 13117 Pondicherry
13117 Pondicherry eller 1993 TW38 är en asteroid i huvudbältet som upptäcktes den 9 oktober 1993 av den belgiske astronomen Eric W. Elst vid La Silla-observatoriet. Den är uppkallad efter den indiska staden Puducherry.
Asteroiden har en diameter på ungefär 7 kilometer och den tillhör asteroidgruppen Eos.